# Rio Litsa

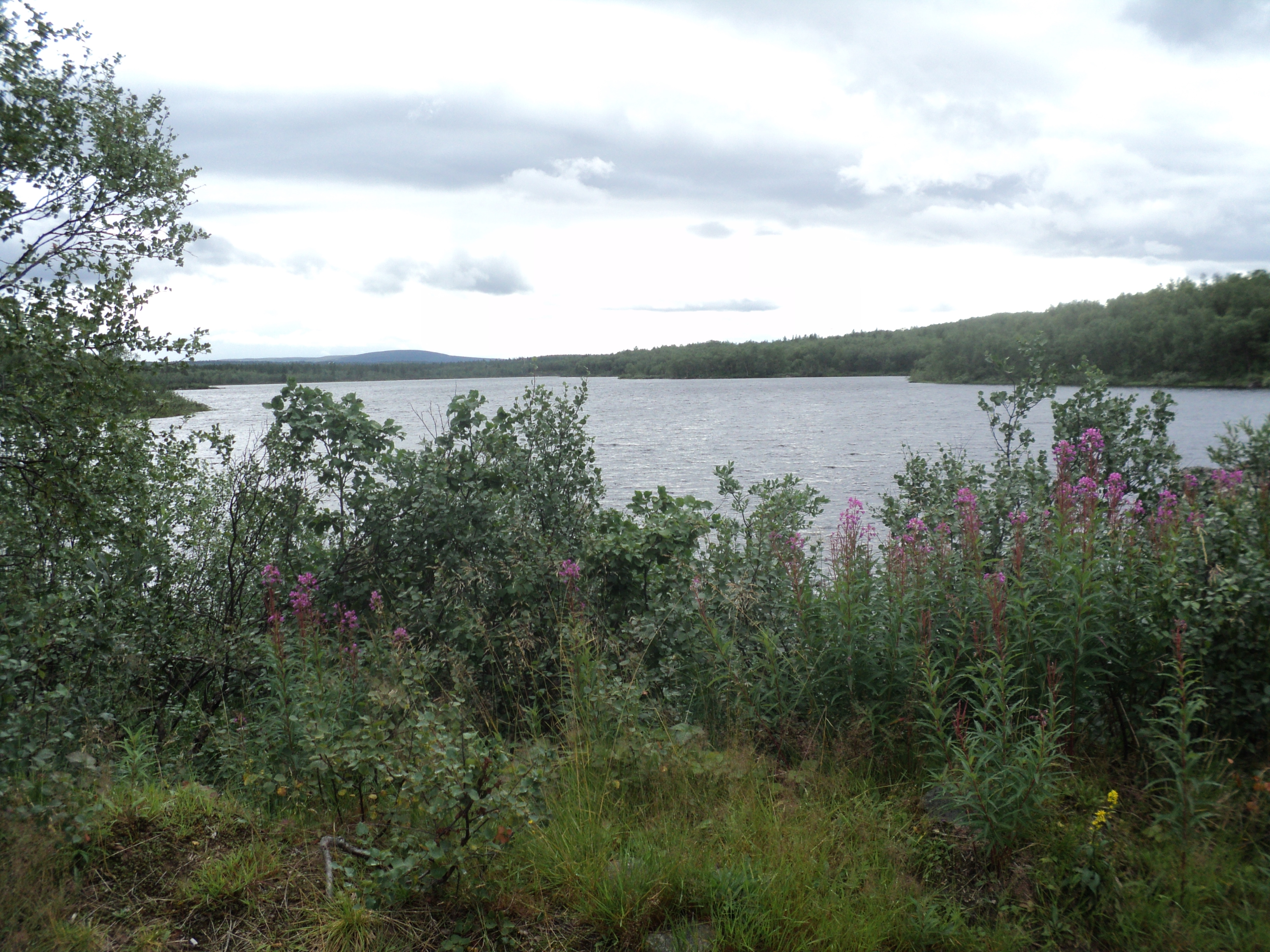
Rio Litsa.

Rio Litsa (em russo:  Западная Лица, em alemão:  Sapadnaja Liza) é um rio no norte da península de Kola, no Oblast de Murmansque, na Rússia. Tem um comprimento de 107 km. A área da sua bacia é de 1,190 km². O rio origina-se em Kuchintundra e flui para o Mar de Barents. O seu maior afluente é o rio Lebyazhka.

## História

### Segunda Guerra Mundial
De 1941 a 1944, o rio Litsa formou a linha de frente do Ártico entre as tropas alemãs e finlandesas a oeste do rio - tentando capturar Murmansque - e as tropas soviéticas a leste, defendendo a cidade. Esta fronteira era de vital importância para ambos os lados, visto que Murmansque era o único porto soviético deixado na Europa e a rota do norte para Murmansque e Arkhangelsk fornecia à União Soviética aproximadamente 25% de todo o auxílio internacional. Durante o impasse que durou quatro anos, milhares pereceram nas tundras dos dois lados do rio. Na época, o vale de Litsa era chamado "Vale da Morte" (em russo:  Долина смерти, Dolina smerti) pelos soviéticos; Embora mais tarde a expressão "Vale de Honra" (em russo:  Долина славы, Dolina slavy) ficou popular. A defesa de Murmansque foi bem sucedida; os alemães nunca chegaram à cidade e as linhas de abastecimento não foram seriamente interrompidas, embora os alemães tenham bombardeado Murmansque a partir dos escombros da Noruega ocupada. Veja também: Operação Silberfuchs. Os restos da luta da Segunda Guerra Mundial (trincheiras, pilotes, poços de defesa, etc.) podem ser visitados com algumas agências de viagens especializadas.